# Rita Kuti-Kis
Pour les articles homonymes, voir Kis.
Rita Kuti-Kis (née le 13 février 1978 à Lengyeltóti) est une joueuse de tennis hongroise, professionnelle du milieu des années 1990 à 2006.
Junior, elle a été finaliste aux Petits As en 1992, battue par la future numéro un mondiale Martina Hingis.
En 2000, elle a atteint le 3e tour à Roland-Garros (éliminée par Monica Seles), sa meilleure performance en simple dans une épreuve du Grand Chelem.
Elle a gagné un tournoi WTA en simple au cours de sa carrière.

## Palmarès

### Titre en simple dames
| No | Date       | Nom et lieu du tournoi        | Catégorie | Dotation  | Surface      | Finaliste    | Score         |          |
| -- | ---------- | ----------------------------- | --------- | --------- | ------------ | ------------ | ------------- | -------- |
| 1  | 14/02/2000 | Brasil Ladies Open, São Paulo | Tier IVa  | 140 000 $ | Terre (ext.) | Paola Suárez | 4-6, 6-4, 7-5 | Parcours |

### Finales en simple dames
| No | Date       | Nom et lieu du tournoi                   | Catégorie | Dotation  | Surface      | Vainqueure         | Score         |          |
| -- | ---------- | ---------------------------------------- | --------- | --------- | ------------ | ------------------ | ------------- | -------- |
| 1  | 05/04/1999 | Estoril Open, Lisbonne                   | Tier IVa  | 140 000 $ | Terre (ext.) | Katarina Srebotnik | 6-3, 6-1      | Parcours |
| 2  | 22/05/2000 | Internationaux de Strasbourg, Strasbourg | Tier III  | 170 000 $ | Terre (ext.) | Silvija Talaja     | 7-5, 4-6, 6-3 | Parcours |
| 3  | 19/02/2001 | Copa Colsanitas, Bogota                  | Tier III  | 170 000 $ | Terre (ext.) | Paola Suárez       | 6-2, 6-4      | Parcours |

### Titre en double dames
Aucun

### Finales en double dames
| No | Date       | Nom et lieu du tournoi | Catégorie | Dotation  | Surface      | Vainqueures                    | Partenaire           | Score         |          |
| -- | ---------- | ---------------------- | --------- | --------- | ------------ | ------------------------------ | -------------------- | ------------- | -------- |
| 1  | 05/04/1999 | Estoril Open Lisbonne  | Tier IVa  | 140 000 $ | Terre (ext.) | Alicia Ortuno Cristina Torrens | Anna Foldenyi-Dicker | 7-6, 3-6, 6-3 | Parcours |
| 2  | 07/02/2000 | Copa Colsanitas Bogota | Tier IVa  | 140 000 $ | Terre (ext.) | Laura Montalvo Paola Suárez    | Petra Mandula        | 6-4, 6-2      | Parcours |

## Parcours en Grand Chelem

### En simple dames
| Année | Open d'Australie | Open d'Australie | Internationaux de France | Internationaux de France | Wimbledon       | Wimbledon           | US Open         | US Open           |
| ----- | ---------------- | ---------------- | ------------------------ | ------------------------ | --------------- | ------------------- | --------------- | ----------------- |
| 1999  | 1er tour (1/64)  | Li Fang          | 1er tour (1/64)          | Gala León García         | 1er tour (1/64) | Conchita Martínez   | 1er tour (1/64) | Ruxandra Dragomir |
| 2000  | 2e tour (1/32)   | Květa Hrdličková | 3e tour (1/16)           | Monica Seles             | 1er tour (1/64) | Alexandra Stevenson | 1er tour (1/64) | Marissa Irvin     |
| 2001  | 2e tour (1/32)   | Anna Kournikova  | 1er tour (1/64)          | Lenka Němečková          | 1er tour (1/64) | Serena Williams     | 1er tour (1/64) | Gala León García  |
| 2002  | 1er tour (1/64)  | Eléni Daniilídou | 1er tour (1/64)          | Marie Mikaelian          | -               | -                   | -               | -                 |

À droite du résultat, l’ultime adversaire.

### En double dames
| Année | Open d'Australie | Open d'Australie | Internationaux de France     | Internationaux de France | Wimbledon | Wimbledon | US Open | US Open |
| 1999  | -                | -                | 1er tour (1/32) C. Schneider | V. Ruano Paola Suárez    | -         | -         | -       | -       |

Sous le résultat, la partenaire ; à droite, l’ultime équipe adverse.

### En double mixte
N'a jamais participé à un tableau final.

## Parcours aux Jeux olympiques

### En simple dames
| # | Date       | Nom de l'olympiade   | Surface    | Résultat        | Ultime adversaire | Score    |          |
| - | ---------- | -------------------- | ---------- | --------------- | ----------------- | -------- | -------- |
| 1 | 19/09/2000 | Olympic Games Sydney | Dur (ext.) | 1er tour (1/32) | Amanda Coetzer    | 6-1, 6-1 | Parcours |

## Parcours en Fed Cup
| #                                                               | Date       | Lieu       | Surface      | Gagnante(s)        | Perdante(s)    | Score          |          |
|                                                                 |            |            |              |                    |                |                |          |
| 2001 - 1er tour (groupe mondial) - Slovaquie - Hongrie - 4 : 1  |            |            |              |                    |                |                |          |
| 1                                                               | 28/04/2001 | Bratislava | Terre (ext.) | Daniela Hantuchová | Rita Kuti-Kis  | 6-4, 6-4       | Parcours |
| 1                                                               | 28/04/2001 | Bratislava | Terre (ext.) | Henrieta Nagyová   | Rita Kuti-Kis  | 2-6, 7-68, 7-5 | Parcours |
|                                                                 |            |            |              |                    |                |                |          |
| 2001 - Barrage (groupe mondial I) - Hongrie - Israël - 3 : 0    |            |            |              |                    |                |                |          |
| 2                                                               | 21/07/2001 |            | Terre (ext.) | Rita Kuti-Kis      | Anna Smashnova | 6-1, 4-6, 6-2  | Parcours |
|                                                                 |            |            |              |                    |                |                |          |
| 2002 - 1er tour (groupe mondial) - Espagne - Hongrie - 4 : 1    |            |            |              |                    |                |                |          |
| 3                                                               | 27/04/2002 | Almería    | Terre (ext.) | Arantxa Sánchez    | Rita Kuti-Kis  | 6-4, 6-2       | Parcours |
| 3                                                               | 27/04/2002 | Almería    | Terre (ext.) | Magüi Serna        | Rita Kuti-Kis  | 6-3, 6-1       | Parcours |
|                                                                 |            |            |              |                    |                |                |          |
| 2003 - Barrage (groupe mondial I) - Argentine - Hongrie - 3 : 2 |            |            |              |                    |                |                |          |
| 4                                                               | 19/07/2003 | Pilar      | Terre (ext.) | Clarisa Fernández  | Rita Kuti-Kis  | 6-3, 6-1       | Parcours |

## Classements WTA en fin de saison

### En simple
| Année | 1992 | 1993 | 1994 | 1995 | 1996 | 1997 | 1998 | 1999 | 2000 | 2001 | 2002 | 2003 | 2004 | 2005 | 2006 |
| Rang  | 483  | 457  | 430  | 716  | 183  | 274  | 120  | 92   | 56   | 80   | 168  | 174  | 236  | 231  | 1308 |

Source : (en) « Classements de Rita Kuti-Kis », sur le site officiel du WTA Tour

### En double
| Année | 1994 | 1995 | 1996 | 1997 | 1998 | 1999 | 2000 | 2001 | 2002 | 2003 | 2004 | 2005 |
| Rang  | 531  | -    | -    | -    | 181  | 138  | 209  | -    | -    | -    | 314  | 298  |

Source : (en) « Classements de Rita Kuti-Kis », sur le site officiel du WTA Tour